# Sais kalgesii
Sais kalgesii är en fjärilsart som beskrevs av Archibald C. Weeks 1906. Sais kalgesii ingår i släktet Sais och familjen praktfjärilar. Inga underarter finns listade.